# Paula Abdulová
Paula Julie Abdulová (nepřechýleně Abdul; *19. června 1962 San Fernando, Kalifornie) je americká zpěvačka, tanečnice, choreografka a porotkyně.
V roce 1980 když působila jako roztleskávačka basketbalového klubu Los Angeles Lakers její taneční talent objevil choreograf a obsadil ji do pár videoklipů. Později začala sama působit jako zpěvačka. Velké úspěchy zaznamenávala koncem 80. a začátkem 90. let. Poté její sláva ustoupila, řešila hlavně svůj osobní život. V roce 2002 se její zašlá sláva opět obnovila a to díky soutěží American Idol (v Česku Česko hledá Superstar), kde začala působit jako jedna z hlavních porotců.

## Začátky
Paula Abdul se narodila v Kalifornii ve městě San Fernando do syrsko-židovské rodiny. Její matka Lorraine Rykiss je bývalá kanadská koncertní pianistka, která se narodila ve francouzsky mluvící části Kanady Winnipegu.
Její otec byl Harry Abdul syrsko-brazilský sirotek, který vyrůstal u obchodníka se štěrkem v Kalifornii. Když bylo Paule Abdul sedm, její rodiče se rozvedli. Ona a její sestra Wendy žily pak s matkou v San Fernandu Valley.
Už jako malé dítě si budovala kariéru, vystupovala v muzikálu Singin´ in the rain po boku Gene Kelly nebo Debbie Allen. Od malička poslouchala Arethu Franklin nebo Stevieho Wondera.
S tancem Abdul začala, když jí bylo osm a vědělo se o ní, že je talent od přírody. Navštěvovala Van Nuys střední školu, kde působila jako roztleskávačka a hrála i ve skupině na flétnu, patřila mezi nejlepší studenty.
V patnácti získala stipendium na pobyt v tanečním letním táboře, kde ji učitelé naučili větší pružnosti a zdravé stravě. Později se dostala Abdul na státní univerzitu v Nothridge, kde začala studovat televizní hlasatelství. Jako studentka prvního ročníku byla přijata k roztleskávačkám Los Angeles Lakers, kde byla vybrána z více než sedmi set adeptek. Po třech týdnech se stala hlavní choreografkou a po půl roce opustila díky roztleskávačkám studia.

## Tanec a Choreografie
Velká energie Pauly Abdul jí vynesly dobré renomé mezi hvězdami, které si jí najímaly pro tvorbu choreografie do jejich videoklipů a na turné. Po roce 1980 začala působit jako hlavní choreografka Janet Jacksonová, pracovala také pro Prince nebo skupinu Duran Duran.
Pracovala i pro film například pro film Americká krása nebo Jerry Maguire a pro pár televizních reklam.
V roce 1989 získala dvě prestižní ocenění za choreografii pro Tracey Ullman. V prosince 2005 vydala Abdulová DVD, ve kterém učí náctileté i malé děti tanečním krokům.

## Hudební kariéra
V roce 1987 poslala pár svých demo nahrávek do vydavatelských společností, a ačkoli byl její hlas relativně netrénovaný, její výborný tanec přesvědčil vydavatele k nasazení její písně do hitparád.
V roce 1988 vydala své debutové album nazvané Forever Young Girl a její album se dostalo do vedení albového žebříčku po 62 týdnech od vydání, čímž se stalo albem, které dosáhly čísla jedna po nejdelší době od vydání. Žebříček vedlo deset týdnů.
Album se posléze stalo platinovým a zaznamenalo celkem pět hitů, které se umístily na čísle jedna v prestižní hitparádě Billboard Hot 100.
Druhé album vydala Abdul v roce 1991, jmenovalo se Spellbound a opět se stalo velmi úspěšné, celkem se jej prodalo více než 8 milionů kopií. Na albu byl i song The Track U, který nazpívala společně s Princem.
Po vydání Spellbound, začaly spekulace ohledně její vychrtlosti, které vyvrcholily po vystoupení na MTV Music Awards. Abdul zprávy o své anorexii dementovala tím, že pouze přes televizní obrazovky se mohla zdát moc hubená, čímž se stala na pár měsíců terčem posměšků a komiksů.
Veřejně o svém problému přijímání potravy promluvila až v roce 1995, kdy přiznala, že trpěla těmito problémy, které jsou už snad pryč. V témže roce vydala i své třetí album nazvané Head Over Heels.
V roce 2000 vydala své vzpomínkové album s největšími hity. Album nemělo mnoho komerčních úspěchů. Na tomto albu se měl objevit i song Spinning Around, který nakonec nepoužila a tak jej natočila pro své album Kylie Minogue.

## American Idol
V roce 2002 se stala Abdulová jedním ze tří porotců v pěvecké soutěži American Idol, kde vystupuje po boku Simona Cowella a Randyho Jacksona, aby hodnotili talenty mladých a neznámých lidí. Abdulová byla zvolena jako nejsympatičtější porotce, je oblíbená pro svou mírnost a soucit a to, že sympatizuje s neúspěšnými zpěváky.
V roce 2006 podepsala smlouvu na další tři roky působení v American Idol.

## Diskografie
| Rok  | Album                                                           | Umístění | Umístění | Umístění | Prodej a certifikace                               |
| Rok  | Album                                                           | USA      | UK       | AUS      | Prodej a certifikace                               |
| ---- | --------------------------------------------------------------- | -------- | -------- | -------- | -------------------------------------------------- |
| 1988 | Forever Your Girl - 1. studiové album - Vydáno: 13. června 1988 | 1        | 3        | 1        | Celosvětově: 19,5 milionu+ Certifikace: 7× Platina |
| 1990 | Shut Up and Dance - Remixové album - Vydáno: 8. května 1990     | 7        | 40       | 16       | Celosvětově: 5 milionů+ Certifikace: Platina       |
| 1991 | Spellbound - 2. studiové album - Vydáno: 14. května 1991        | 1        | 4        | 3        | Celosvětově: 12 milionů+ Certifikace: 2x Platina   |
| 1995 | Head over Heels - 3. studiové album - Vydáno: 13. června 1995   | 18       | 61       | 27       | Celosvětově: 5 milionů+ Certifikace: Zlato         |

## Singly
- Knocked Out
- (It's Just) The Way That You Love Me
- Straight Up
- Forever Your Girl
- Cold Hearted
- (It's Just) The Way That You Love Me (remix)
- Opposites Attract (duet s The Wild Pair)
- Knocked Out (remix)
- Rush Rush
- The Promise Of A New Day
- Blowing Kisses In the Wind
- Vibeology
- Will You Marry Me?
- My Love Is For Real
- Crazy Cool
- Ain't Never Gonna Give You Up